# 斯通伯納蘭丁 (印第安納州)
斯通伯納蘭丁（英語：Stoneburner Landing）是位於美國印第安納州科西阿斯科縣的一個非建制地區。該地的面積和人口皆未知。